# Max Rée
Max Rée (Copenaghen, 7 ottobre 1889 – Los Angeles, 7 marzo 1953) è stato uno scenografo e costumista danese naturalizzato statunitense.

## Biografia
Nato in Danimarca, lavorò come costumista prima a Copenaghen al Dagmarteatret e poi a Stoccolma e a Berlino. Nel 1925, emigrò negli Stati Uniti dove inizia la sua carriera cinematografica. A Hollywood lavorò per le grandi case di produzione, la Metro-Goldwyn-Mayer, la First National (futura Warner Bros.) e la RKO Pictures. Il suo primo film, La lettera rossa (tratto dal capolavoro di Nathaniel Hawthorne), lo girò con il grande regista svedese Victor Sjöström, firmando come costumista.
La sua carriera di costumista e scenografo conta oltre cento film. Ha lavorato con registi quali Erich von Stroheim, Max Reinhardt, William Dieterle, Edgar G. Ulmer, Victor Schertzinger, Gregory La Cava, Fred Niblo, vestendo alcune delle più grandi dive, da Lillian Gish a Greta Garbo. 
Morì a Los Angeles il 7 marzo 1953 all'età di 63 anni.

## Premi e riconoscimenti
Vinse l'Oscar alla migliore scenografia per il film I pionieri del West (Cimarron) del 1931.

## Filmografia

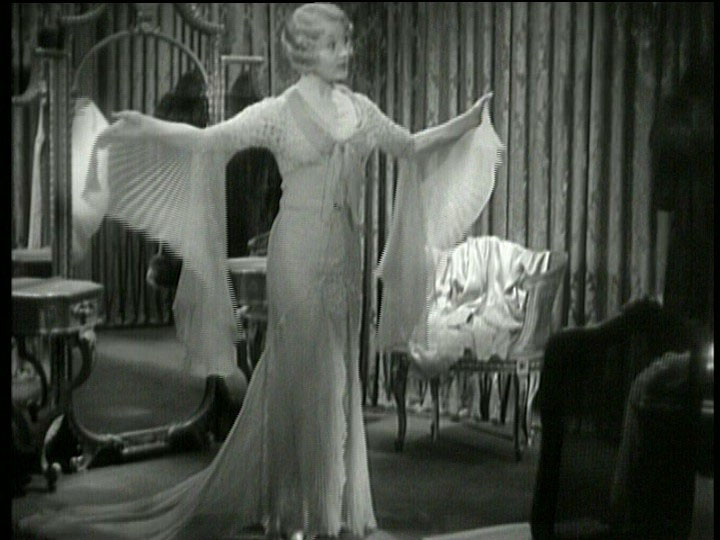
Betty Compson in The Lady Refuses (1931)

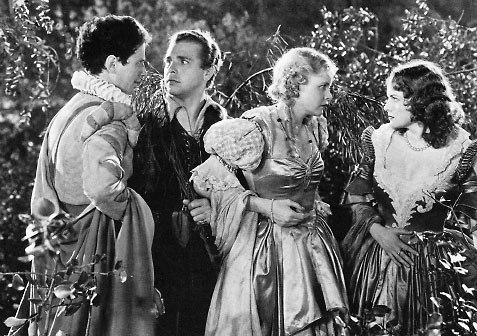
Costumi di Rée in Sogno di una notte di mezza estate (film 1935)

### Costumista
- Il torrente (Torrent), regia di Monta Bell - guardaroba (1926)
- La tentatrice (The Temptress), regia di Fred Niblo e, non accreditato, Mauritz Stiller - guardaroba (1926)
- La lettera rossa (The Scarlet Letter), regia di Victor Sjöström (1926)
- Il capitano degli Ussari (The Stolen Bride), regia di Alexander Korda (1927)
- Il cavaliere nero (Rose of the Golden West), regia di George Fitzmaurice (1927)
- La vita privata di Elena di Troia (The Private Life of Helen of Troy), regia di Alexander Korda (1927)
- La creola della Luisiana (The Love Mart), regia di George Fitzmaurice (1927)
- The Noose, regia di John Francis Dillon (1928)
- Veglia di Capodanno (The Heart of a Follies Girl), regia di John Francis Dillon (1928)
- Giglio imperiale (Yellow Lily), regia di Alexander Korda (1928)
- Heart to Heart, regia di William Beaudine (1928)
- Out of the Ruins, regia di John Francis Dillon (1928)
- L'incrociatore Lafayette (Night Watch), regia di Alexander Korda (1928)
- The Whip, regia di Charles Brabin (1928)
- Lasciatemi ballare! (Show Girl), regia di Alfred Santell (1928)
- Sinfonia nuziale (The Wedding March), regia di Erich von Stroheim (1928)
- Crepuscolo d'amore (Outcast), regia di William A. Seiter (1928)
- Adoration, regia di Frank Lloyd (1928)
- Il re della piazza (The Barker), regia di George Fitzmaurice (1928)
- Queen Kelly, regia di Erich von Stroheim (1928)
- L'albergo delle sorprese (Synthetic Sin), regia di William A. Seiter (1929)
- Sette anni di gioia (His Captive Woman), regia di George Fitzmaurice (1929)
- Il fiume stanco (Weary River), regia di Frank Lloyd (1929)
- Gambette indiavolate (Why Be Good?), regia di William A. Seiter (1929)
- La donna e il diavolo (Love and the Devil), regia di Alexander Korda (1929)
- La studentessa dinamica (Hot Stuff), regia di Mervyn LeRoy (1929)
- Ragazze d'America (Broadway Babies), regia di Mervyn LeRoy (1929)
- Rondine marina (The Man and the Moment), regia di George Fitzmaurice (1929)
- Jozelle jazz club (Street Girl), regia di Wesley Ruggles (1929)
- Rio Rita, regia di Luther Reed (1929)
- Trafalgar (The Divine Lady), regia di Frank Lloyd  (1929)
- The Squall, regia di Alexander Korda (1929)
- The Vagabond Lover, regia di Marshall Neilan (1929)
- Ecco l'amore! (Love Comes Along), regia di Rupert Julian (1930)
- The Silver Horde, regia di George Archainbaud (1930)
- The Pay-Off, regia di Lowell Sherman (1930)
- Conspiracy, regia di Christy Cabanne (1930)
- The Case of Sergeant Grischa, regia di Herbert Brenon (1930)
- The Royal Bed, regia di Lowell Sherman (1931)
- Beau Ideal
- I pionieri del West (Cimarron), regia di Wesley Ruggles (1931)
- Kept Husbands, regia di Lloyd Bacon (1931)
- The Lady Refuses, regia di George Archainbaud (1931)
- Behind Office Doors
- Laugh and Get Rich
- Sinfonie eterne (Carnegie Hall), regia di Edgar G. Ulmer (1947)

### Scenografo
- Jozelle jazz club (Street Girl), regia di Wesley Ruggles - architetto scenografo (1929)
- L'ultimo viaggio (Side Street), regia di Malcolm St. Clair - architetto scenografo (1929)
- The Very Idea, regia di Frank Craven e Richard Rosson - (architetto scenografo (1929)
- Rio Rita, regia di Luther Reed - architetto scenografo (1929)
- Le sette chiavi (Seven Keys to Baldpate), regia di Reginald Barker (1929)
- Dance Hall, regia di Melville W. Brown (1929)
- Ecco l'amore! (Love Comes Along), regia di Rupert Julian (1930)
- Francesina (Alias French Gertie), regia di George Archainbaud - scenografo (1930)
- The Pay-Off, regia di Lowell Sherman (1930)
- Conspiracy, regia di Christy Cabanne (1930)
- Hook Line and Sinker, regia di Edward F. Cline (1931)
- The Royal Bed, regia di Lowell Sherman (1931)
- Beau Ideal, regia di Herbert Brenon (1931)
- I pionieri del West (Cimarron), regia di Wesley Ruggles (1931)
- Kept Husbands, regia di Lloyd Bacon (1931)
- The Lady Refuses, regia di George Archainbaud (1931)
- Behind Office Doors, regia di Melville W. Brown (1931)
- Laugh and Get Rich, regia di Gregory La Cava (1931)
- Cracked Nuts, regia di Edward F. Cline (1931)
- Bachelor Apartment, regia di Lowell Sherman (1931)
- The Sin Ship, regia di Louis Wolheim (1931)
- Everything's Rosie, regia di Clyde Bruckman (1931)
- Transgression, regia di Herbert Brenon (1931)
- Three Who Loved, regia di George Archainbaud (1931)
- Too Many Cooks, regia di William Seiter (1931)
- L'elegante giustiziere (The Public Defender), regia di J. Walter Ruben (1931)
- Nuit d'Espagne, regia di Henri de la Falaise (1931)
- Madame Julie
- High Stakes, regia di Lowell Sherman (1931)
- Il bel capitano (The Gay Diplomat), regia di Richard Boleslavsky (1931)
- Caught Plastered
- Smart Woman, regia di Gregory La Cava (1931)
- La sfinge dell'amore (Friends and Lovers), regia di Victor Schertzinger (1931)
- Sinfonie eterne (Carnegie Hall), regia di Edgar G. Ulmer (1947)